# General der Heeresfliegertruppe
Der General der Heeresfliegertruppe ist in der Bundeswehr die Dienststellung des für bestimmte Fragen der Heeresflieger verantwortlichen Offiziers, im Regelfall im Dienstgrad eines Brigadegenerals. Sie wurde am 1. April 1968 in das Heer eingeführt und dem damaligen Inspizienten für die Heeresfliegertruppe und Luftlandetruppen, Brigadegeneral Kauffmann, übertragen.
Im Wesentlichen ist er verantwortlich für
- die Repräsentation der Spitze der Heeresfliegertruppe
- das Traditionspflege der Truppengattung

Seit der Aufstellung des Kommandos Hubschrauber zum 1. Oktober 2020 hält dessen Kommandeur auch die Dienststellung General der Heeresfliegertruppe inne. Zuvor war sie (ab 2015) mit dem Dienstposten Kommandeur Internationales Hubschrauberausbildungszentrum verbunden bzw. dessen Vorgängerposten Kommandeur der Heeresfliegerwaffenschule (1995–2015). Davor wurde die Funktion durch den Abteilungsleiter XII im Heeresamt (1991–1994), den Abteilungsleiter VII im Heeresamt (1975–1991) beziehungsweise den Inspizienten Heeresfliegertruppe und Luftlandetruppen (1968–1975) wahrgenommen.

## Generale der Heeresfliegertruppe
| Name                               | Beginn           | Ende               |
| ---------------------------------- | ---------------- | ------------------ |
| Brigadegeneral Volker Bauersachs   | 30. März 2023    | heute              |
| Brigadegeneral Ulrich Ott          | 1. April 2018    | 30. März 2023      |
| Brigadegeneral Uwe Klein           | 7. November 2014 | 31. März 2018      |
| Brigadegeneral Alfons Mais         | 4. April 2013    | 7. November 2014   |
| Brigadegeneral Reinhard Wolski     | 30. April 2009   | 4. April 2013      |
| Brigadegeneral Richard Bolz        | 12. März 2004    | 30. April 2009     |
| Brigadegeneral Bernhard Granz      | 20. Juni 2002    | 12. März 2004      |
| Brigadegeneral Dieter Budde        | 1. April 1999    | 20. Juni 2002      |
| Brigadegeneral Fritz Garben        | 1. April 1995    | 31. März 1999      |
| Brigadegeneral Günter Hannstein    | 1. April 1994    | 1. April 1995      |
| Brigadegeneral István Csoboth      | 1. Oktober 1987  | 31. März 1994      |
| Brigadegeneral Kurt-Josef Veeser   | 1. Oktober 1985  | 30. September 1987 |
| Brigadegeneral Harro Tiedgen       | 1. April 1979    | 30. September 1985 |
| Brigadegeneral Hans Drebing        | 1. April 1971    | 31. März 1979      |
| Brigadegeneral Kurt Egon Kauffmann | 1. April 1968    | 31. März 1971      |

## Sonstiges
Entsprechende Dienststellungen existieren auch für die anderen Truppengattungen des Heeres. Da es sich hierbei um eine Dienststellung handelt, ist manchmal ein Oberst „General der“ jeweiligen Truppengattung. Die Anrede Herr General bzw. Herr Oberst, entsprechend dem jeweiligen Dienstgrad, ist üblich; die Anrede Herr General der Heeresfliegertruppe ist unüblich, da es sich um eine Dienststellung und keinen Dienstgrad handelt.